# Blechnum magellanicum
Espèce
Synonymes
- Blechnum magellanicum f. kochii Kunkel[1]
- Blechnum magellanicum[2]
- Blechnum tabulare var. setigerum Capurro[1]
- Lomaria magellanica Desv.[1]
- Lomaria setigera Gaudich.[1]
- Lomariocycas magellanica Blechnum magellanicum (Desv.) Mett. (préféré par NCBI)[2]

Blechnum magellanicum est une espèce de fougères de la famille des Blechnaceae.

## Liste des variétés
Selon Tropicos (2 mars 2019) (Attention liste brute contenant possiblement des synonymes) :
- variété Blechnum magellanicum var. angustiseta (Bory ex d'Urv.) C.V. Morton
- variété Blechnum magellanicum var. setigerum C. Chr.